# 漁業協同組合JFしまね
漁業協同組合JFしまね（ぎょぎょうきょうどうくみあいジェイエフしまね、略称：JFしまね）は、島根県松江市に本所を置く漁業協同組合。
2006年1月、沿海に20あった漁協を統合・合併し、更に同年4月には県漁連・県信漁連との事業統合させ、総合事業体による漁協が誕生した。
なお、信用事業（通称：JFマリンバンクしまね）における金融機関名称については「JFしまね漁業協同組合」（JFしまね漁協）として登録されている。

## 沿革
- 2006年1月1日 - 島根県内の沿海20漁協（内訳は島根町、大田市、美保関町、都万村、平田市、浦郷、はまだ、おき西郷、ほか12）が新設合併し、漁業協同組合JFしまねが発足。
- 2006年4月1日 - 島根県漁業協同組合連合会・島根県信用漁業協同組合連合会より、包括的事業を譲受。
- 2008年8月16日 - イオングループとの直接取引開始。

## 本所所在地
- 本所(001) - 島根県松江市御手船場町575

## 支所・事業所
- 境港支所 - 鳥取県境港市昭和町9-7（境港水産物地方卸売市場 内）
- 松江魚市場 - 松江市東朝日町2013-4
- 美保関支所 - 松江市美保関町七類3254（※信用事業は恵曇支所に統合）
- 島根町支所 - 松江市島根町野波3715-4（※信用事業は恵曇支所に統合）
- 恵曇支所(090) - 松江市鹿島町恵曇622
- 平田支所 - 出雲市十六島町428-1（※信用事業は大社支所に統合）
- 大社支所(150) - 出雲市大社町杵築北3533
- 大田支所(210) - 大田市静間町2075
- 浜田支所(270) - 浜田市原井町3050-1（7号市場2階）
- 益田支所 - 益田市高津8-1-15（※信用事業は浜田支所に統合）
- 西郷支所(320) - 隠岐郡隠岐の島町西町八尾の1､62
- 浦郷支所(400) - 隠岐郡西ノ島町浦郷544-15

（出典）

## 卸売市場
以下の漁港卸売市場は地方卸売市場として県より認定されている。
| 市場名                         | 住所                       | 取扱品目                                         |
| ------------------------------ | -------------------------- | ------------------------------------------------ |
| 松江水産物地方卸売市場         | 松江市朝日町2013-4         | 生鮮水産物、魚介類等の生鮮食料品及びその他水産物 |
| 益田水産物地方卸売市場         | 益田市高津八丁目1-15       | 生鮮水産物、魚介類等の生鮮食料品及びその他水産物 |
| 浜田水産物地方卸売市場         | 浜田市原井町3025           | 生鮮水産物、魚介類等の生鮮食料品及びその他水産物 |
| 大社水産物地方卸売市場         | 出雲市大社町杵築北3533番地 | 生鮮水産物、魚介類等の生鮮食料品及びその他水産物 |
| JFしまね大田水産物地方卸売市場 | 大田市静間町1642           | 生鮮水産物、魚介類等の生鮮食料品及びその他水産物 |